# Edele Heren en Dames
Edele Heren en Dames (Engels: Lords and Ladies) is het veertiende boek uit de Schijfwereld serie van de Britse schrijver Terry Pratchett.

## Verhaal
Edele Heren en Dames is een vervolg op Heksen in de lucht (Witches Abroad). Wanneer de heksen Opoe Wedersmeer, Ootje Nack en Magraat Knophlox weer terugkeren naar Lankhr, ontdekken ze dat een groepje heksenmeisjes het weefsel der werkelijkheid heeft verzwakt, waardoor iets op het punt staat door te breken. Uit die buitenwereld ontsnapt ook een eenhoorn.
Ondertussen zijn de voorbereidingen voor het huwelijk tussen koning Verinus II en Magraat in volle gang. Margraat is hierover een beetje geërgerd, omdat de koning de bruiloft heeft georganiseerd zonder haar zelfs maar een aanzoek te doen. Opoe Wedersmeer en Ootje Nack hebben ontdekt dat het de Elfen zijn die naar deze wereld willen doorbreken, maar dat vertellen ze niet aan Magraat omdat zij, net als het gewone volk, denkt dat Elfen leuk en aardig zijn.
In Ankh-Meurbork wordt bij de Gesloten Universiteit een uitnodiging voor het koninklijk huwelijk bezorgd. Aartskanselier Mustrum Ridiekel heeft goede jeugdherinneringen aan het landje en besluit naar Lankhr te gaan. De Administateur, de Bibliothecaris en Pander Stibbond gaan met hem mee.
Opoe Wedersmeer laat zich door Diomanda Tokkel, leidster van de jonge heksen, uitdagen tot een tweegevecht. Met een beetje hulp van Ootje weet Opoe ternauwernood te winnen en het wordt hen duidelijk dat Diomanda kracht van de Elfen heeft gekregen. Opoe volgt haar naar de Dansers, een magnetische stenenkring die de Elfen uit de wereld houdt. Diomanda rent tussen de stenen door, gevolgd door Opoe. Hier vallen ze in handen van de Elfenkoningin. Deze merkt dat Diomanda niet meer in haar macht is en beveelt haar krijgers de heksen te doden. De koningin en haar gevolg rijdt weg. Opoe weet enkele krijgers een paar gemene stompen toe te brengen, waarna de heksen naar de stenen kring vluchten, achtervolgd door de Elfen. Met de hulp van Ootje weten ze buiten de kring te komen, waarbij ze één Elf gevangen kunnen nemen en Diomanda wordt geraakt door een Elfenpijl.
Ze gaan naar het kasteel van Lankhr, waar Magraat voor Diomanda zorgt en de Elf in een cel wordt gegooid. Dan breken de Elfen uit. Uiteindelijk weten de heksen de Elfen te verslaan, waarna de koninklijke trouwerij doorgang kan vinden. Opoe Wedersmeer vangt daarop nog de eenhoorn, waarna alles weer normaal wordt.